# Distrikt Acostambo
Der Distrikt Acostambo liegt in der Provinz Tayacaja in der Region Huancavelica im Südwesten von Zentral-Peru. Der Distrikt wurde am 8. Januar 1912 gegründet. Er besitzt eine Fläche von 164 km². Beim Zensus 2017 wurden 3462 Einwohner gezählt. Im Jahr 1993 lag die Einwohnerzahl bei 5021, im Jahr 2007 bei 4537. Sitz der Distriktverwaltung ist die 3600 m hoch gelegene Ortschaft Acostambo mit 958 Einwohnern (Stand 2017). Acostambo befindet sich 20 km westnordwestlich der Provinzhauptstadt Pampas.

## Geographische Lage
Der Distrikt Acostambo liegt am Westrand der peruanischen Zentralkordillere im Südwesten der Provinz Tayacaja. Die Längsausdehnung in NNW-SSO-Richtung beträgt 23,5 km, die maximale Breite liegt bei 7 km. Der Distrikt erstreckt sich entlang dem Ostufer des in Richtung Südsüdost strömenden Río Mantaro.
Der Distrikt Acostambo grenzt im Süden und im Südwesten an die Distrikte Huando, Izcuchaca, Cuenca und Pilchaca (alle vier in der Provinz Huancavelica), im Nordwesten an den Distrikt Ñahuimpuquio, im Norden an den Distrikt Pazos, im Nordosten an den Distrikt Acraquia sowie im Südosten an den Distrikt Ahuaycha.

## Ortschaften
Im Distrikt gibt es neben dem Hauptort folgende größere Ortschaften:
- Huaytacorral
- Pacchapata Baja
- Quintaojo (203 Einwohner)
- Villa Real
- Vista Alegre